# 1997 في جنوب إفريقيا
فيما يلي قوائم الأحداث التي وقعت خلال عام 1997 في جنوب أفريقيا.

## رياضة
- 1 يناير – بطولة أفريقيا لكرة القدم للشباب 1997

## برامج ومسلسلات وأنمي
- إيغولي: مكان الذهب

## مواليد

### فبراير
- 24 فبراير – لويد هاريس لاعب كرة مضرب جنوب أفريقي.

### أبريل
- 3 أبريل – براندون غلوفر لاعب كريكت جنوب أفريقي.

### مايو
- 11 مايو – ليام سميث لاعب كريكت جنوب أفريقي.
- 31 مايو – فاجري لاكاي لاعب كرة قدم جنوب أفريقي.[1]

### أغسطس
- 5 أغسطس – لوثير سينغ لاعب كرة قدم جنوب أفريقي.[2]

### سبتمبر
- 12 سبتمبر – فاكاماني ماهلامبي لاعب كرة قدم جنوب أفريقي.[3]

### أكتوبر
- 27 أكتوبر – ريكاردو فاسكونسيلوس لاعب كريكت جنوب أفريقي.

### نوفمبر
- 6 نوفمبر – ليام رايت لاعب رغبي أسترالي.

## وفيات

### يناير
- 13 يناير – جوهانس كولمان (مواليد 1910) عداء مراثوني جنوب أفريقي.
- 26 يناير – ميرسير ديفيز (مواليد 1924)

### يونيو
- 5 يونيو – أولغا كيرش (مواليد 1924)

### نوفمبر
- 25 نوفمبر – يوستاس فنين (مواليد 1919) لاعب كرة مضرب جنوب أفريقي.